# Рада ин Кјанти
Рада ин Кјанти (итал. Radda in Chianti) је насеље у Италији у округу Сијена, региону Тоскана.
Према процени из 2011. у насељу је живело 708 становника. Насеље се налази на надморској висини од 498 м.

## Географија
| Клима (Рада ин Кјанти)   | Клима (Рада ин Кјанти) | Клима (Рада ин Кјанти) | Клима (Рада ин Кјанти) | Клима (Рада ин Кјанти) | Клима (Рада ин Кјанти) | Клима (Рада ин Кјанти) | Клима (Рада ин Кјанти) | Клима (Рада ин Кјанти) | Клима (Рада ин Кјанти) | Клима (Рада ин Кјанти) | Клима (Рада ин Кјанти) | Клима (Рада ин Кјанти) | Клима (Рада ин Кјанти) |
| Показатељ \ Месец        | .Јан.                  | .Феб.                  | .Мар.                  | .Апр.                  | .Мај.                  | .Јун.                  | .Јул.                  | .Авг.                  | .Сеп.                  | .Окт.                  | .Нов.                  | .Дец.                  | .Год.                  |
| ------------------------ | ---------------------- | ---------------------- | ---------------------- | ---------------------- | ---------------------- | ---------------------- | ---------------------- | ---------------------- | ---------------------- | ---------------------- | ---------------------- | ---------------------- | ---------------------- |
| Средњи максимум, °C (°F) | 8,2 (46,8)             | 10,4 (50,7)            | 14,5 (58,1)            | 18,5 (65,3)            | 22,5 (72,5)            | 27,2 (81)              | 30,9 (87,6)            | 30,1 (86,2)            | 26,1 (79)              | 19,5 (67,1)            | 13,6 (56,5)            | 9,3 (48,7)             | 30,9 (87,6)            |
| Средњи минимум, °C (°F)  | 0,9 (33,6)             | 1,8 (35,2)             | 4,3 (39,7)             | 7,3 (45,1)             | 11,1 (52)              | 14,6 (58,3)            | 16,8 (62,2)            | 16,4 (61,5)            | 13,9 (57)              | 9,6 (49,3)             | 5,0 (41)               | 1,8 (35,2)             | 0,9 (33,6)             |
| [ тражи се извор ]       |                        |                        |                        |                        |                        |                        |                        |                        |                        |                        |                        |                        |                        |

## Становништво
| 1931. | 1936. | 1951. | 1961. | 1971. | 1981. | 1991. | 2001. | 2011. |
| ----- | ----- | ----- | ----- | ----- | ----- | ----- | ----- | ----- |
| 3.169 | 3.175 | 2.932 | 1.946 | 1.588 | 1.585 | 1.633 | 1.669 | 1.693 |